# Вусатий Володимир Іванович
Володимир Іванович Вусатий (нар. 21 серпня 1954, Вінниця, УРСР) — радянський футболіст та молдовський тренер українського походження.

## Кар'єра гравця
Наприкінці 70-их — у 80-их роках XX століття виступав у складі аматорського клубу «Волна» (Сороки).

## Кар'єра тренера
По завершенні ігрової кар'єри розпочав тренерську діяльність. У 1991 році працював на посаді спортивного директора клубу «Буджак» (Комрат). У сезоні 1993/94 років тренував «Норд-АМ-Поділля». Потім очолював модовські клуби «Сперанца» (Ніспорени), «Заря» (Бєльці), «Тигина» (Бендери), «Спортул Студенч» (Кишинів), «Агро» (Кишинів) та «Тилігул» (Тирасполь). У серпні 2003 року призначений головним тренером молодіжної збірної Молдови. Тренував ФК «Петрокуб Хинчешти» (Сарата-Галбена). Влітку 2014 року зайняв посаду головного тренера клубу «Академія-УТМ» (Кишинів).

## Досягнення

### Як тренера
Збірна Молдови з футзалу
- Кубок ФМФ
  -  Володар (1): 2015